# Сигэтомо, Риса
Риса Сигэтомо — японская легкоатлетка, специализирующаяся на марафонском беге.
Выступления в марафоне начала в 2011 году, когда дебютировала на Лондонском марафоне, показав время 2:31.28. На олимпийских играх 2012 года заняла 79-е место с результатом 2:40.06.
3 ноября 2013 года заняла 11-е место на Нью-Йоркском марафоне — 2:31.54.

## Достижения
2012:  Осакский марафон — 2:23.23
2015:  Осакский марафон — 2:26.39